# Tongren
Tongren, tidigare romaniserat Tungjen, är en stad i Guizhou-provinsen i södra Kina. Staden var tidigare en prefektur med samma namn (铜仁地区), men ombildades till stad på prefekturnivå 2011. Större delen av stadens yta är landsbygd, där tobaksodling är en viktig näring.

## Administrativ indelning
Den egentliga staden Tongren är indelad i två stadsdistrikt. 90 procent av Tongrens yta är landsbygd, som är indelad i fyra reguljära härad och fyra autonoma härad för olika etniska minoriteter.
- Stadsdistriktet Bijiang (碧江区 Bìjiāng qū);
- Stadsdistriktet Wanshan (万山区 Wànshān qū).
- Häradet Jiangkou (江口县 Jiāngkǒu xiàn);
- Häradet Shiqian (石阡县 Shíqiān xiàn);
- Häradet Sinan (思南县 Sīnán xiàn);
- Häradet Dejiang (德江县 Déjiāng xiàn);
- Det autonoma häradet Yuping för Dong-folket (玉屏侗族自治县 Yùpíng dòngzú zìzhìxiàn);
- Det autonoma häradet Yinjiang för tujia och miao-folken (印江土家族苗族自治县 Yìnjiāng tǔjiāzú miáozú zìzhìxiàn);
- Det autonoma häradet Yanhe för tujia-folket (沿河土家族自治县 Yánhé tǔjiāzú zìzhìxiàn);
- Det autonoma häradet Songtao för miao-folket (松桃苗族自治县 Sōngtáo miáozú zìzhìxiàn).